# Lothar Schneider
Lothar Schneider (ur. 3 października 1939 w Dessau, zm. 15 marca 2019 tamże) – wschodnioniemiecki zapaśnik walczący w stylu klasycznym. Dwukrotny olimpijczyk. Ósmy w Meksyku 1968 i siedemnasty w Tokio 1964. Walczył w kategorii 63 kg.
Brązowy medalista mistrzostw świata w 1965. Czwarty na mistrzostwach Europy w 1966 roku.
Mistrz NRD w 1965, 1966 i 1968; drugi w 1960, 1961, 1962, 1967, 1970 i 1971; trzeci w 1969. Drugi w stylu wolnym w 1962 roku.